# Сидамон-Эристов, Константин Симонович
Константин Симонович Сидамон-Эристов (англ. Constantine Sidamon-Eristoff), в грузинской традиции Константин Сидамони-Эристави (груз. კონსტანტინე სიდამონ-ერისთავი; 28 июня 1930 — 26 декабря 2011) — американский политический и общественный деятель грузинского происхождения, вице-мэр Нью-Йорка в 1967—1973 годах (при мэре Джоне Линдси), сотрудник Федерального агентства США по охране окружающей среды.

## Происхождение и образование
Родился 28 июня 1930 года в Нью-Йорке. Потомок княжествого рода Сидамон-Эристовых (Сидамон-Эристави). Отец — Симон Константинович Сидамон-Эристов (Эристави), полковник Русской императорской армии и вооружённых сил Грузинской Демократической Республики, начальник штаба грузинской дивизии. Бежал в США после советизации Грузии, где получил политическое убежище; окончил Университет Джонса Хопкинса и устроился работать в американскую компанию. Мать — Энн Трейси, предком которой был Джон Бигелоу, известный американский дипломат.
Константин, известный под прозвищем «Конни» (англ. Connie), родился в Манхэттене и вырос на берегу реки Гудзон, недалеко от Уэст-Пойнта. Он учился в школе Милбрук в округе Датчесс, окончил Принстонский университет в 1952 году по специальности «инженер-геодезист» и юридическую школу Колумбийского университета в 1957 году. Проходил службу в Армии США, участвовал в Корейской войне, был награждён Бронзовой звездой и произведён в старшие лейтенанты Армии США (по другим данным, Бронзовую звезду получил за службу во Вьетнаме). Работал юристом у конгрессмена Джона Линдси, члена Республиканской партии; в 1978 году основал собственную юридическую фирму.

## Политическая деятельность
После гибели Джона Кеннеди Константин занялся политикой и вступил в Республиканскую партию США. В 1965 году Линдси доверил Сидамону-Эристову возглавить его избирательную кампанию на выборах мэра, что принесло в итоге Линдси победу. В 1967—1973 годах Сидамон-Эристов проработал на посту вице-мэра Нью-Йорка, будучи помощником по вопросам экологии и транспорта (глава Департамента транспорта Нью-Йорка).
На протяжении более 15 лет Сидамон-Эристов работал в компании Metropolitan Transportation Authority, начиная с 1974 года, когда его назначил губернатор штата Малкольм Уилсон. В 1989—1993 годах Сидамон-Эристов возглавлял отдел «Регион 2» в Федеральном агентстве по охране окружающей среды США (охватывал штаты Нью-Йорк, Нью-Джерси, Пуэрто-Рико, Американские Виргинские острова и территории проживания восьми индейских племён), анализируя программы борьбы против загрязнения воздуха и водных ресурсов, контроль над промышленными отходами, борьбу против сброса мусора в океан и следя за работой по очистке свалок с опасными для окружающей среды отходами.
По свидетельствам современников, именно с подачи Константина была модернизирована система водоснабжения города и введены экологически безопасные транспортные методы. Также Конни убедил Федеральное агентство по охране окружающей среды США отказаться от требований фильтрации воды, что обязало власти Нью-Йорка приобретать и защищать уязвимые земли с целью сохранения доступа к чистой воде: занимавший пост главы агентства Уильям Кин Райли утверждал, что решение позволило сэкономить Нью-Йорку около 2 млрд. долларов США. Конни также внёс вклад в открытие велодорожек в городе, инспекцию станций метро, борьбу против пробок в Мидтауне и план установки пунктов приёмов платежей на мостах через Ист-Ривер.
Как член Республиканской партии США, Константин Сидамон-Эристов активно поддерживал Рональда Рейгана на посту президента США.

## Иная деятельность
Константин владел отцовским грузинским рестораном «Алаверди» на берегу Гудзона, который был центром отдыха и местом встречи грузинской общины в США. На официальных мероприятиях Константин всегда появился не в смокинге по дресс-коду, а традиционной грузинской чохе, в которой также гулял по городу, и не раз подчёркивал свои грузинские корни в публичных заявлениях. Не раз посещал организованные грузинской общиной мероприятия, в 1994 году создал организацию «Американские друзья Грузии», которая финансировала улучшение уровня жизни в независимой Грузии.
Конни также был членом попечительского совета некоей нью-йоркской некоммерческой организации, которая занималась строительством и управлением жилья для лиц с низким и средним уровнем дохода. Помимо этого, он был председателем нью-йоркского отделения фонда Одюбон (англ. Audubon New York), занимавшегося защитой птиц и среды их обитания, а также председателем русского Толстовского фонда в 1979—1989 годах (член совета директоров с 1994 года); входил в Русское дворянское общество (англ. Russian Nobility Association) в Нью-Йорке.

## Личная жизнь
В 1960 году женился на Энн Фиппс, внучке американского предпринимателя Генри Фиппса, коллеги Эндрю Карнеги. У них родились трое детей: Эндрю, Саймон и Элизабет (художница, открыла 25 мая 1991 года свою выставку в Грузии), также он оставил восьмерых внуков. Изучал грузинский язык. Константин Сидамон-Эристов скончался 26 декабря 2011 года на 82-м году жизни из-за рака пищевода, о чём сообщил его сын Эндрю. Он так и не успел посетить свою историческую родину, несмотря на то, что много раз предпринимал попытки сделать это.

### Комментарии
1. ↑  В частности, Е. А. Александровым утверждается, что он воевал во Вьетнаме[4].